# An Qui
An Qui (còn được viết là An Quy) là một xã thuộc tỉnh Vĩnh Long, Việt Nam.

## Địa lý
Xã An Qui có vị trí địa lý:
- Phía đông giáp xã Thạnh Phong.
- Phía tây giáp xã Thạnh Phú.
- Phía nam giáp xã Long Hòa, ranh giới là sông Cổ Chiên.
- Phía bắc giáp xã Thạnh Hải.

Xã An Qui có diện tích 73,53 km², dân số năm 2025 là 28.342 người, mật độ dân số đạt 385 người/km².

## Lịch sử
Ngày 16 tháng 6 năm 2025, Ủy ban Thường vụ Quốc hội ban hành Nghị quyết số 1687/NQ-UBTVQH15 về việc sắp xếp các đơn vị hành chính cấp xã của tỉnh Vĩnh Long năm 2025. Theo đó, sắp xếp toàn bộ diện tích tự nhiên, quy mô dân số của các xã An Qui, An Nhơn và An Thuận thành xã mới có tên gọi là xã An Qui.
Sau khi sáp nhập, xã An Qui có 73,53 km² diện tích tự nhiên và dân số 28.342 người.